# Chafariz da Rua Escura

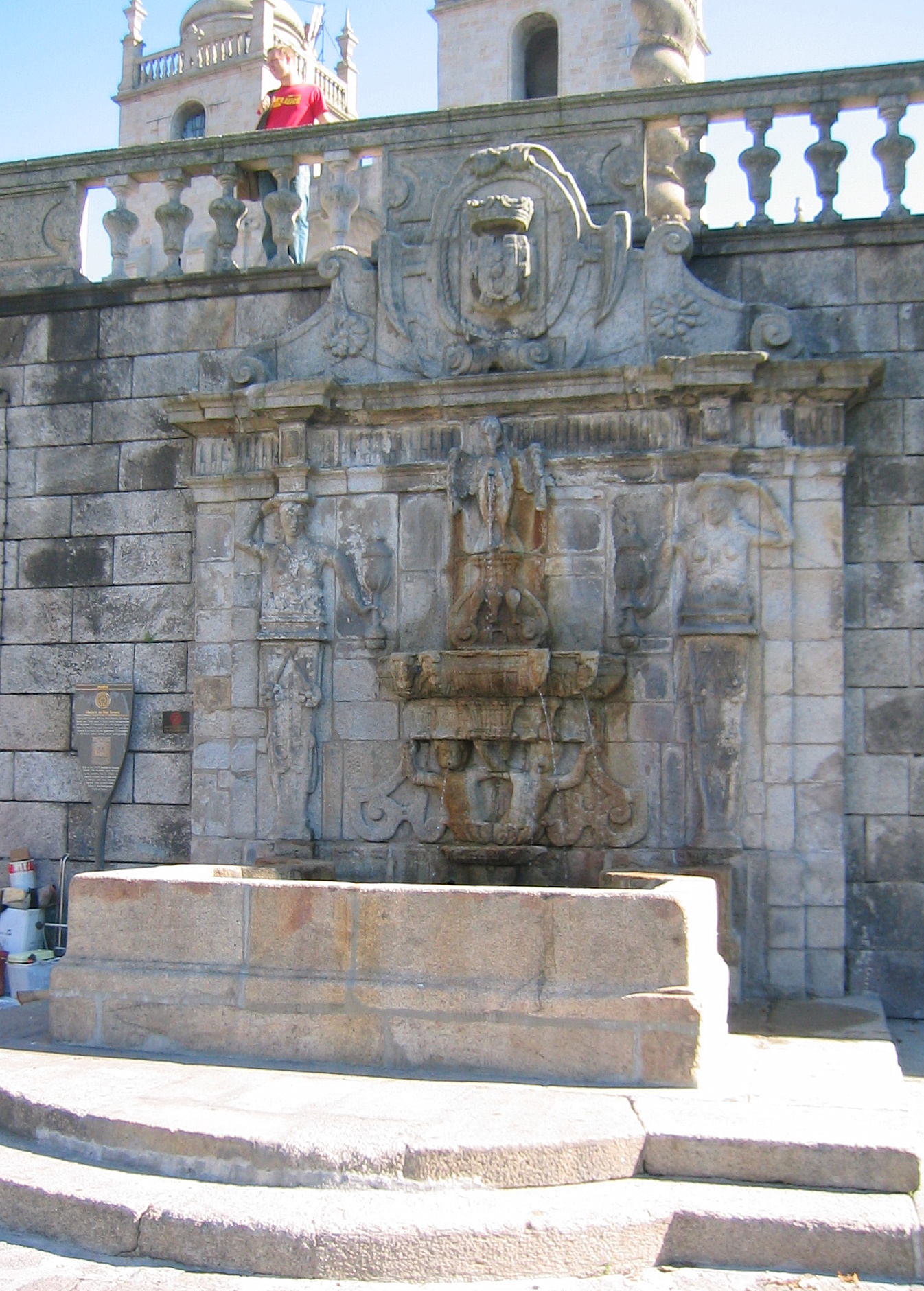

Der Chafariz da Rua Escura ist ein Wandbrunnen im Stadtteil Sé der portugiesischen Stadt Porto.

## Geschichte
Die barocke Brunnenanlage wurde im 17. Jahrhundert in der Rua Escura im Norden der Kathedrale von Porto errichtet. 1940 wurde sie bei einer Neugestaltung des Kirchenumfelds an ihren heutigen Standort an die westliche Terrasse unterhalb der Kathedrale umgesetzt.

## Beschreibung
Der Brunnen ist aus Granit gearbeitet. Über einem schalenförmigen Becken steht die Skulptur eines Pelikans, aus dessen Brust das Wasser in das Becken fällt, von dem aus es dann weiter in das große Brunnenbecken läuft. Flankiert wird der Brunnen zu beiden Seiten von zwei Pilastern, die als Karyatiden, weiblichen Figuren, ausgeführt sind, die einen abschließenden Sims tragen. Darüber ist das portugiesische Wappen zu sehen.